# Mauny
Mauny är en kommun i departementet Seine-Maritime i regionen Normandie i norra Frankrike. Kommunen ligger i kantonen Duclair som tillhör arrondissementet Rouen. År 2022 hade Mauny 151 invånare.

## Befolkningsutveckling
Antalet invånare i kommunen Mauny
| Referens: INSEE |